# Richard Bandler
Richard Wayne Bandler (Teaneck, 24 febbraio 1950) è uno psicologo, saggista, linguista, counselor e life coach statunitense.
È stato il cofondatore negli anni settanta – insieme a John Grinder – della Programmazione neuro linguistica (PNL).

## Biografia
Richard Bandler è nato nel 1950 nel New Jersey. La sua famiglia era ebrea di origine tedesca e molti dei suoi parenti, nonché i suoi nonni, morirono nell'Olocausto.
Secondo alcune testimonianze, suo padre era alcolista e violento, e questo influì sul giovane Bandler. In gioventù tentò la carriera di musicista, per poi studiare e ottenere un Bachelor of Arts (laurea di primo livello) in psicologia e filosofia nel 1973 all'Università di Santa Cruz in California, e due anni dopo il Master of Arts (equivalente della laurea magistrale) in psicologia, presso il Lone Mountain College di San Francisco. Studiò anche la psicologia della Gestalt, l'ipnosi, la matematica, l'informatica e la linguistica. Si dedicò in particolare ad approfondire l'approccio di Gregory Bateson, Virginia Satir e Milton Erickson.
Insieme a John Grinder, linguista, filosofo e accademico, fondò la disciplina denominata Programmazione neuro linguistica, dedicandosi all'insegnamento e alla saggistica. Molto del lavoro di Bandler sulla PNL riguarda le applicazioni delle submodalità, cioè delle sottili distinzioni che esistono nelle personali esperienze sensoriali e le loro rappresentazioni interne. Il suo passato da musicista e l'interesse per l'impatto neurologico del suono lo hanno portato a sviluppare l'area della neurosonica, che utilizza la musica e il suono per creare specifici stati interiori.
Bandler è anche il creatore del modello e delle tecniche del Design Human Engineering e del Neuro Hypnotic Repatterning. Tiene tuttora molte conferenze e seminari sulla PNL e le sue possibili applicazioni.

## Vita privata
Si sposò con Leslie Cameron (studiosa di psicologia anche lei e tra i fondatori della PNL, autrice in seguito di diversi libri a nome Leslie Cameron-Bandler) nel 1978, ma divorziò dopo due anni, a causa dell'uso di droga che coinvolse Bandler per un periodo, nonché del suo stile di vita dispendioso (che provocò dissesti nella società del marito), con Paula McFarland (compagna dagli anni '80, morta nel 2004), collaboratrice nella PNL, da cui ha avuto due figli, e nel 2007 ha sposato in terze nozze la psicologa ed esperta di PNL Glenda W. Bradstock.

## Controversie

### Il caso dell'omicidio Christensen
Negli anni ottanta Bandler fu coinvolto in uno scandalo legato alla droga e venne accusato di aver ucciso, durante un litigio, una prostituta all'epoca convivente del suo spacciatore James Marino, accusa dalla quale venne in seguito prosciolto.
La ricerca sulla PNL aveva già subito un brusco rallentamento, acuito dall'emergere degli abusi di cocaina e alcol di Bandler, che gli provocavano sbalzi d'umore e che lo condussero anche al divorzio dalla moglie e alla sua esclusione dalla ricerca attiva per qualche tempo. Il 3 novembre 1986 Corine Christensen, una studentessa di Bandler con un passato di prostituta, venne uccisa nella sua casa di Santa Cruz (California), con una pistola revolver di calibro 357 Magnum di proprietà di Bandler. Bandler aveva precedentemente litigato con la vittima; egli affermò che non di litigio o di vera minaccia si era trattato, ma solo di un brusco scambio di battute. Bandler disse anche che usava spesso scherzare pesantemente, anche a scopo didattico o in maniera amichevole, con i suoi studenti di psicologia a lui più vicini; a volte diceva parole come "ti ucciderò", ma senza volontà di vera minaccia. Alcuni studenti testimoniarono che aveva dato uno schiaffo a uno di loro, ma Bandler disse che l'aveva fatto per scuoterlo pesantemente, dato che era in preda a una crisi psichica. Bandler venne quindi incriminato per omicidio.
Emersero altri particolari: dopo l'omicidio, Bandler e un noto spacciatore e ladro, James Marino, ex fidanzato della donna, furono visti uscire dalla casa della vittima sporchi di sangue e in stato confusionale, e arrestati (Bandler il giorno stesso, Marino il giorno dopo, dato che era irreperibile). Bandler affermò subito di essere andato lì (probabilmente per la cocaina, che la Christensen spacciava assieme a Marino), e che Marino gli aveva sottratto la pistola che lui portava per autodifesa durante un litigio, ed era quindi il responsabile della morte della donna. Marino a sua volta accusò Bandler, ma era assai confuso nei suoi racconti, nonché stordito. Nel corso del tempo, Marino cambiò molte volte le sue versioni dell'accaduto.
Bandler disse che tutti e tre erano a casa di Corine Christensen e avevano avuto una discussione. Qualche ora dopo, mentre lui dormiva, Marino gli sottrasse la pistola; Bandler lo vide quindi andare al tavolo da cucina, dove stava la vittima, e sparare in pieno volto a Corine, al culmine di un periodo di aggressioni e minacce reciproche; disse di non essere riuscito a fermare l'uomo dall'ucciderla, e di aver poi tentato di rianimarla inutilmente, sporcandosi i vestiti, mentre Marino riuscì a scappare portando l'arma con sé.
I suoi colleghi e molte altre persone lo difesero con numerosi appelli e sottoscrizioni, mentre altri e l'ex moglie stessa lo accusarono di minacce con quella stessa pistola. Bandler tornò presto libero su cauzione e al processo (dove il procuratore chiese come pena massima l'ergastolo), nel 1988, fu dichiarato innocente dalla giuria in pochissimo tempo (alcune fonti sostengono meno di 2 ore, altre meno di 5 ore e mezza) poiché, essendo l'unico testimone oculare uno spacciatore già noto alla polizia, questi fu ritenuto inattendibile, e le prove, compresa la pistola, ritrovata in un lago (dove, secondo la difesa, l'aveva buttata Marino, che era sparito per due giorni dopo il delitto, mentre Bandler era a casa sua sotto l'effetto di alcol e cocaina), furono considerate insufficienti. I vestiti sporchi, la presenza nella casa in stato confusionale e la proprietà dell'arma furono ritenuti circostanziali non potendo provare, oltre ogni ragionevole dubbio, che avesse effettivamente usato l'arma e mentito sulla sottrazione della pistola da parte di Marino. Inoltre non fu trovato un vero movente a carico di Bandler (il procuratore sosteneva che l'omicidio non fosse dovuto alla cocaina, ma al fatto che Bandler accusava la Christensen di dovergli molti soldi e di avere una relazione lesbica con la sua convivente di allora, Paula; né la relazione né il fatto che Bandler credesse ciò fu mai confermato)..
Bandler si disintossicò poi dalla cocaina e dall'alcol, e descrisse in seguito questo periodo come un errore, ma sempre ribadendo con forza la sua innocenza. Marino rimase l'unico sospettato dell'omicidio, ma il caso fu dichiarato successivamente irrisolto, poiché Marino aveva già un accordo col procuratore, che non avrebbe potuto procedere contro di lui. Infatti la pubblica accusa in cambio della testimonianza – rivelatosi invece molto contraddittoria anche durante il dibattimento – gli aveva garantito l'immunità (plea bargaining/crown witness), a patto che accusasse Bandler. A differenza di Marino, Bandler non cadde mai in contraddizione, cosa che valse a convincere la giuria. Ci fu anche chi accusò Bandler di aver lavorato in passato per la CIA, e che quest'ultima avesse costretto la giuria ad assolverlo, poiché la Christensen avrebbe avuto relazioni con uomini potenti e andava messa a tacere, secondo i complottisti. Ad ogni modo, il giudice affermò che l'assassino si trovava di certo in aula, ma dopo l'assoluzione di Bandler, l'unico possibile omicida rimasto, Marino, dovette però essere rilasciato senza accuse, e il caso venne chiuso senza soluzione.

### Battaglia legale per il marchio
Nel luglio 1996, dopo molti anni di battaglie legali, Bandler fece causa a John Grinder e altri, reclamando la proprietà esclusiva della PNL sin dalla sua fondazione, ed il diritto esclusivo di usare il termine come marchio registrato.
Contemporaneamente, nel Regno Unito, Tony Clarkson, un praticante inglese, chiese alla High Court di revocare la registrazione inglese fatta da Bandler del marchio PNL, al fine di chiarire legalmente che PNL era un termine generico e non una proprietà intellettuale. Tony Clarkson risulterà vincitore in questa sentenza e Bandler perderà tutti i diritti sul marchio "NLP" su suolo inglese e in seguito americano; le sigle "PNL-NLP" e le parole "Programmazione Neuro Linguistica" sono oggi considerate di pubblico dominio e non più un marchio registrato.
Nel 1994 Michael Hall, psicologo della scuola del comportamentismo cognitivista, studiò e sviluppò con Bandler una nuova tecnica, la neuro-semantica, un sistema che avrebbe dovuto affrontare e risolvere alcune delle debolezze percepite della PNL.
Nel 2001 le controversie legali furono chiuse con la conciliazione tra Bandler e Grinder che si accordarono nell'essere identificati come cofondatori della PNL.
Altri formatori motivazionali legati a Bandler, che hanno poi preso in parte strade proprie, sono Robert Dilts, con la sua PNL sistemica, ed Anthony Robbins.